# سابا إسبر
المطران سابا إسبر (1959-)، ولد في اللاذقية، هو مطران في ببطريركية أنطاكية وسائر المشرق للروم الأرثوذكس مطرانيته هي نيويورك وسائر أمريكا الشمالية، وترأس سابقاً مطرانية بصرى وحوران جبل العرب في سوريا.
ولد سابا إسبر عام 1959 في اللاذقية، سوريا، لعائلة مسيحية أرثوذكسية. تخرج عام 1987 بدرجة البكالوريوس في الهندسة المدنية من جامعة تشرين في اللاذقية وبكالوريوس في اللاهوت من جامعة البلمند.
سابا شماساً عام 1984 وكهنوتاً عام 1988، خدم في كنيسة رئيس الملائكة ميخائيل في اللاذقية. وفي عام 1994 ترقى إلى رتبة أرشمندريت. انتخب أسقفاً مساعداً للبطريرك إغناطيوس الرابع الأنطاكي ورسم للأسقفية في 20 كانون الأول 1997 وعين مساعداً في اللاذقية. وفي عام 1999، انتخب من قبل المجمع الأنطاكي المقدس ليكون متروبوليت بصرى وحوران.
كانت أسقفيته في خضم ظروف صعبة للغاية، حيث تعرضت المنطقة التي كان يرأسها لأضرار بالغة وفقرت ماديًا بسبب الحرب الأهلية السورية.
في 23 شباط 2023، انتخب المجمع الأنطاكي المقدس إسبر مطرانًا على أبرشية أنطاكية الأرثوذكسية المسيحية في أمريكا الشمالية. تٝرجم العديد من الكتب والمقالات إلى اللغة العربية، بالإضافة إلى عمله كمؤلف ومحرر للعديد من المقالات الأخرى.
من عام 1995 إلى عام 2006، درس الرعاية الرعوية ومقدمة للعهد القديم في معهد القديس يوحنا الدمشقي اللاهوتي في جامعة البلمند.
في إطار صداقته مع المطران باسيليوس (إيسي) من أبرشية أنطاكية الأرثوذكسية في أمريكا الشمالية، أشرف سابا على برنامج "التوأمة" بين رعايا أبرشية أمريكا الشمالية وأبرشيته في حوران كجزء من علاقة "أبرشية شقيقة".
في عام 2022، إدراج ضمن الأسماء في بطاقة الترشيح للنظر في انتخابه من قبل المجمع الأنطاكي المقدس ليكون رئيس أساقفة متروبوليت للأبرشية المسيحية الأرثوذكسية الأنطاكية في أمريكا الشمالية. انتخب مطرانًا للأبرشية في أوائل عام 2023.

## أنظر أيضاً
- حنا عتيق
- مسيحيو اليونان الأنطاكيون
- ليا بركات